# Mark Heese
Mark Heese (Toronto, 15 agosto 1969) è un ex giocatore di beach volley canadese.

## Carriera
Heese ha incominciato a giocare a beach volley all'età di 19 al Balmy Beach Club a Toronto, e si è laureato alla McMaster University. Heese è stato tre volte campione olimpico - medaglia di bronzo ad Atlanta (1996), 5° a Sydney (2000) e 5° ad Atene (2004). Heese è stato dieci volte campione nazionale insieme con John Child, Rich Van Huzien e Ahren Cadieux.
Il 7 luglio 1996 a Berlino, Heese insieme con il compagno John Child hanno vinto il loro primo torneo internazionale di FIVB Open.